# Le Déporté
Pour plus de détails, voir Fiche technique et Distribution.
Le Déporté (Deported) est un film américain réalisé par Robert Siodmak et sorti en 1950.

## Synopsis
Un gangster américain est extradé vers son pays d'origine, l'Italie.

## Fiche technique
- Titre français : Le Déporté ou Voyage sans retour[1]
- Titre original : Deported
- Réalisation : Robert Siodmak
- Scénario : Robert Buckner d'après une histoire de Lionel Shapiro
- Production : Universal Pictures
- Photographie : William H. Daniels
- Musique : Walter Scharf
- Montage : Ralph Dawson
- Durée : 89 minutes
- Date de sortie: 
  - États-Unis : 1er novembre 1950
  - France : 20 juillet 1951[1]

## Distribution
- Märta Torén : Contesse di Lorenzi
- Jeff Chandler : Vittorio Mario Sparducci alias "Vic Smith"
- Claude Dauphin : Bucelli
- Marina Berti : Gina
- Richard Rober : Bemardo Gervaso